# Jan Van den Herrewegen
Jan Van den Herrewegen (* 9. September 1993 in Oudenaarde) ist ein ehemaliger belgischer Squashspieler.

## Karriere
Jan Van den Herrewegen begann seine Karriere im Jahr 2013 und gewann acht Titel auf der PSA World Tour. Seine höchste Platzierung in der Weltrangliste erreichte er mit Rang 69 im Juni 2018. Mit der belgischen Nationalmannschaft nahm er bereits mehrfach an der Europameisterschaft teil. Im Einzel stand er erstmals 2011 im Hauptfeld, 2013 erzielte er bei seiner zweiten Teilnahme mit dem Einzug ins Achtelfinale sein bestes Resultat. Er wurde 2016 sowie von 2018 bis 2020 belgischer Landesmeister.

## Erfolge
- Gewonnene PSA-Titel: 8
- Belgischer Meister: 4 Titel (2016, 2018–2020)